# Comuna de Łabunie
Łabunie (polaco: Gmina Łabunie) é uma gminy (comuna) na Polónia, na voivodia de Lublin e no condado de Zamojski. A sede do condado é a cidade de Łabunie.
De acordo com os censos de 2004, a comuna tem 6273 habitantes, com uma densidade 71,7 hab/km².

## Área
Estende-se por uma área de 87,48 km², incluindo:
- área agricola: 74%
- área florestal: 20%

## Demografia
Dados de 30 de Junho 2004:
|                      | Total   | Total | Mulheres | Mulheres | Homens  | Homens |
| -------------------- | ------- | ----- | -------- | -------- | ------- | ------ |
|                      | pessoas | %     | pessoas  | %        | pessoas | %      |
| População            | 6273    | 100   | 3231     | 51,5     | 3042    | 48,5   |
| Densidade (pop./km²) | 71,7    | 100   | 36,9     | 36,9     | 34,8    | 34,8   |

De acordo com dados de 2002, o rendimento médio per capita ascendia a 1304,04 zł.

## Subdivisões
- Barchaczów, Bródek, Dąbrowa, Łabunie, Łabunie-Reforma, Łabuńki Drugie, Łabuńki Pierwsze, Majdan Ruszowski, Mocówka, Ruszów, Ruszów-Kolonia, Wierzbie, Wólka Łabuńska.

## Comunas vizinhas
- Adamów, Komarów-Osada, Krynice, Sitno, Zamość